# Kyperská hymna
Hymna Kypru (oficiálně Kyperské republiky) je píseň Ýmnos eis tin Eleftherían (Ύμνος εις την Ελευθερίαν, česky Hymnus ke svobodě, Óda na svobodu nebo Chvalozpěv svobodě). Tato hymna je zároveň řeckou hymnou.
Kyperští Turci (Severní Kypr) se však hlásí k hymně turecké. Východiskem z této situace může být oznamovaná změna nejdůležitější národní písně.

## Historie hymny
V roce 1865 zavedl řecký král Jiří I. státní hymnu Řecka. Guinnessova kniha rekordů ji uvádí jako nejdelší píseň tohoto druhu (158 slok). Zpívá se však pouze první sloka. Od roku 1966 je Ýmnos eis tin Eleftherían zároveň hymnou Kypru.

## Text hymny
| Originální text | Transliterace | Český překlad |
| --- | --- | --- |
| Ύμνος εις την Ελευθερίαν Σε γνωρίζω απο την κόψη, του σπαθιού την τρομερή Σε γνωρίζω απο την όψη, που με βιά μετράει τη γη Απ' τα κόκκαλα βγαλμένη, των Ελλήνων τα ιερά. Και σαν πρώτα ανδρειωμένη, Χαίρε, Ώ χαίρε ελευθεριά! | Ýmnos eis tin Eleftherían Se gnorízo apo tin kópsi, tou spathioú tin tromerí. Se gnorízo apo tin ópsi, pou me viá metráei ti gi. Ap' ta kókkala vgalméni, ton Ellínon ta ierá. Kai san próta andreioméni, Chaíre, Ó chaíre eleftheriá! | Hymna ke svobodě Známe tě už dávno ó, božsky znovunabytá, po světle ve tvých očích a po lesku tvého meče. Ze svatých hrobů Řeků triumfuje tvá odvaha, opět tě vítáme, Buď pozdravena, svobodo! |